# Asociația Daneză de Fotbal
Uniunea Daneză de Fotbal (daneză Dansk Boldspil-Union; DBU) este forul conducător al fotbalului danez. Este unul dintre membri fondatori ai UEFA și FIFA. Pe lângă Echipa națională de fotbal a Danemarcei, se ocupă cu organizarea următoarelor competiții:
- SAS Ligaen
- Viasat Sport Divisionen
- 2. Division
- Danmarksserien
- Landspokalturneringen (Cupa Danemarcei)